# Vopli Vidopliassova
Vopli Vidopliassova (in ucraino Воплі Відоплясова?; spesso indicato anche come VV) è un gruppo musicale rock ucraino attivo dal 1986.

## Formazione
Attuale
- Oleh Skrypka – voce, fisarmonica, chitarre
- Oleksij Mel'čenko – basso
- Jevhen Rohačevs'kyj – chitarra, voce
- Serhij Sachno – batteria, voce

Ex componenti
- Jurij Zdorenko – chitarra, voce (1986-1993)
- Oleksandr Pipa – basso (1986-2006)

## Discografia
- 1992 – Abo abo
- 1994 – Kraïna mrij
- 1997 – Muzika
- 2000 – Chvyli amura
- 2002 – Fajno
- 2006 – Buly den'ky
- 2008 – VV na sceni festyvalju Rok-Sič
- 2013 – Čudovyj svit